# Karel Dufek
Karel Dufek (24. ledna 1916 Dolní Heřmanice – 16. prosince 2009 Březová) byl český politik, novinář a diplomat, člen KSČ, účastník španělské občanské války.

## Mládí
Dufek se narodil v Dolních Heřmanicích nedaleko Žďáru nad Sázavou. Vystudoval průmyslovou školu v Brně, letech 1935 až 1937 pak studoval na zdejší Masarykově univerzitě. Během studentských let vstoupil v roce 1936 do Komunistické strany Československa.

### Válečná a poválečná léta
Po vypuknutí občanské války ve Španělsku na jaře roku 1936 se vstoupil roku 1937 do mezinárodních brigád a následně do Španělska odcestoval. V březnu 1938 sloužil jako zástupce velitele dělostřelecké baterie praporu Rosa Luxemburg. Po porážce republikánských sil a odvolání mezinárodních interbrigád odcestoval roku 1938 do Francie, kde byl následně za svou účast v zahraničních jednotkách, stejně jako řada jiných, zatčen a vězněn v internačním táboře v Perpignanu nedaleko španělských hranic.
V roce 1940 mu bylo umožněno odejít do exilu v Londýně, kde pobýval až do roku 1944. V letech 1944 až 1947 sloužil v hodnosti štábního kapitána jako styčný důstojník československé exilové vlády pro repatriaci a pátrání u spojeneckého štábu ve Francii a po obsazení Nacistického Německa ve Frankfurtu nad Mohanem.
Po návratu do Československa působil v letech 1947–1948 jako sekční vedoucí na ministerstvu zahraničních věcí. Po únoru 1948 a nastolení komunistického režimu v Československu byl jmenován vedoucím kádrového oddělení ministerstva a předsedou smíšeného výboru komunistické strany na ministerstvu. 26. prosince 1949 byl jmenován chargé d'affaires (de facto velvyslancem) Československa v Turecku. V Ankaře působil do srpna 1951.

### Zatčení a vězení
Jeho diplomatická kariéra byla náhle přerušena, když byl v roce 1951 v rámci politických procesů v ČSR zatčen. Vystoupil jako svědek v politickém procesu procesu se skupinou okolo Rudolfa Slánského v roce 1952. Dufek a další tři vysocí diplomaté (Richard Slánský, Eduard Goldstücker a Pavel Kavan) byli souzeni tribunálem Nejvyššího soudu ve dnech 25. a 26. května 1953, v rámci prvních procesů navazujících na proces s Rudolfem Slánským. Dufek byl obviněn z velezrady, další tři obžalovaní byli obviněni pak ze špionáže. Dne 26. května 1953 byl odsouzen k 25 letům vězení, v rozsudku byl mj. označen za „trockistu“. Trest trávil ve věznicích Praha-Ruzyně a Valdice.

### Rehabilitace
Vyšetřovací komise Rudolfa Baráka, která v roce 1955 vyšetřovala politické procesy, dospěla k závěru, že se Dufek stal obětí křivého obvinění, a doporučila, aby byl zproštěn všech obvinění a plně rehabilitován. Politbyro KSČ toto doporučení přijalo. Po dvou letech byl tedy amnestován a v roce 1955 propuštěn.
Poté pracoval v letech 1956–1965 jako šéfredaktor Mezinárodní politiky. V roce 1958 se stal členem Ústředního výboru Společnosti pro šíření politických a vědeckých znalostí (Socialistická akademie), v roce 1960 byl povýšen na člena jejího předsednictva. V roce 1965 nastoupil zpět na Ministerstvo zahraničních věcí, kde do roku 1968 působil jako vedoucí jeho tiskové sekce. Od července 1968 do roku 1969 působil jako tiskový mluvčí ministerstva.

### Velvyslanec v Brazílii
Dne 25. července 1969 se ujal funkce velvyslance Československa v Brazílii, kde nahradil Ladislava Kocmana. Z postu byl pak ministerstvem zahraničních věcí odvolán 31. března 1971. Pro jeho odstranění nebylo podáno žádné veřejné vysvětlení.

### Pozdější život
V souvislosti se 70. výročím španělské občanské války byl Dufek a další dva přeživší čeští dobrovolníci z interbrigád osobně přijati ministrem obrany ČR Karlem Kühnlem a oceněni za jejich přínos v boji proti fašismu.
Karel Dufek zemřel 16. prosince 2009 v Březové ve věku 93 let.

## Ocenění
- 1946: Československá vojenská medaile Za zásluhy
- 1948: Řád osvobození 1. stupně
- 1948: Polský řád Virtuti militari 1. stupně
- 1949: Řád Vítězného února 2. třídy
- 1965: Pamětní medaile k 20. výročí osvobození ČSSR
- 1965: Řád Rudé hvězdy 1. stupně
- 1966: Za zásluhy o výstavbu